# Rozhledna Božka
Rozhledna Božka se nachází v obci Přáslavice v okrese Olomouc v Olomouckém kraji v Tršické pahorkatině v pohoří Nízký Jeseník.

## Další informace
Zděná, 21 m vysoká pestrobarevná rozhledna Božka se nachází ve sportovním areálu obce Přáslavice, přibližně 8 km východně od Olomouce v nadmořské výšce 320 m. Rozhledna má v horní části vnější železné schodiště. Postavena byla v období březen až září 2009 a slavnostně zpřístupněma 3. října 2009. Pod rozhlednou je parkoviště a restaurace. Z rozhledny lze vidět město Olomouc, oblast Hané, Oderské vrchy, Hostýnské vrchy, Drahanská vrchovina, Tršická pahorkatina, Hornomoravský úval a Moravskou bránu. Rozhledna získala jméno Božka podle matky přáslavického starosty Rochovanského. Dříve, asi dvacet metrů od místa dnešní rozhledny, stávala triangulační věž, jejíž poslední patro ve výšce 12 metrů mělo vyhlídkový ochoz, a která zanikla během druhé světové války.

## Galerie

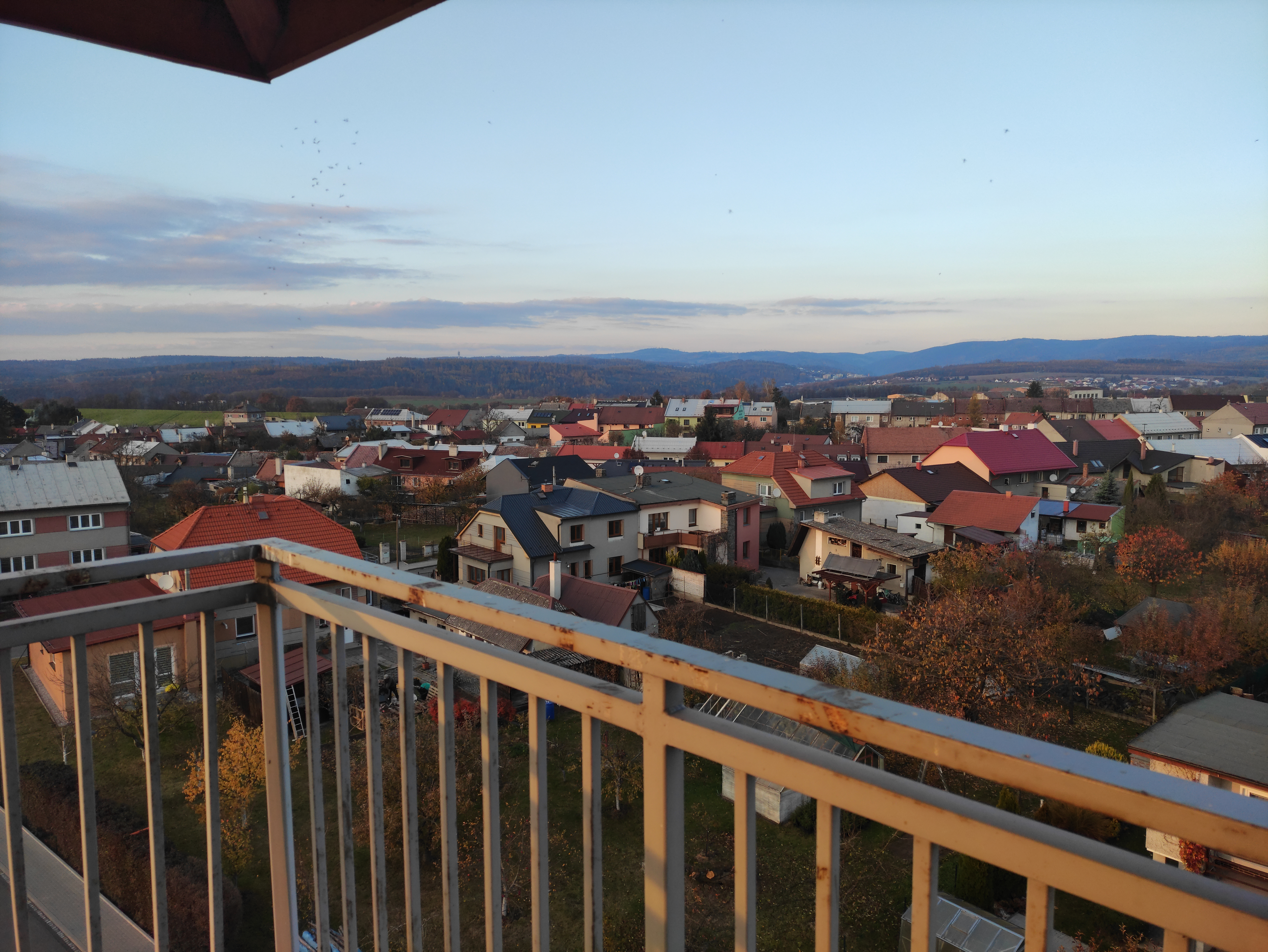
Vyhlídka z rozhledny
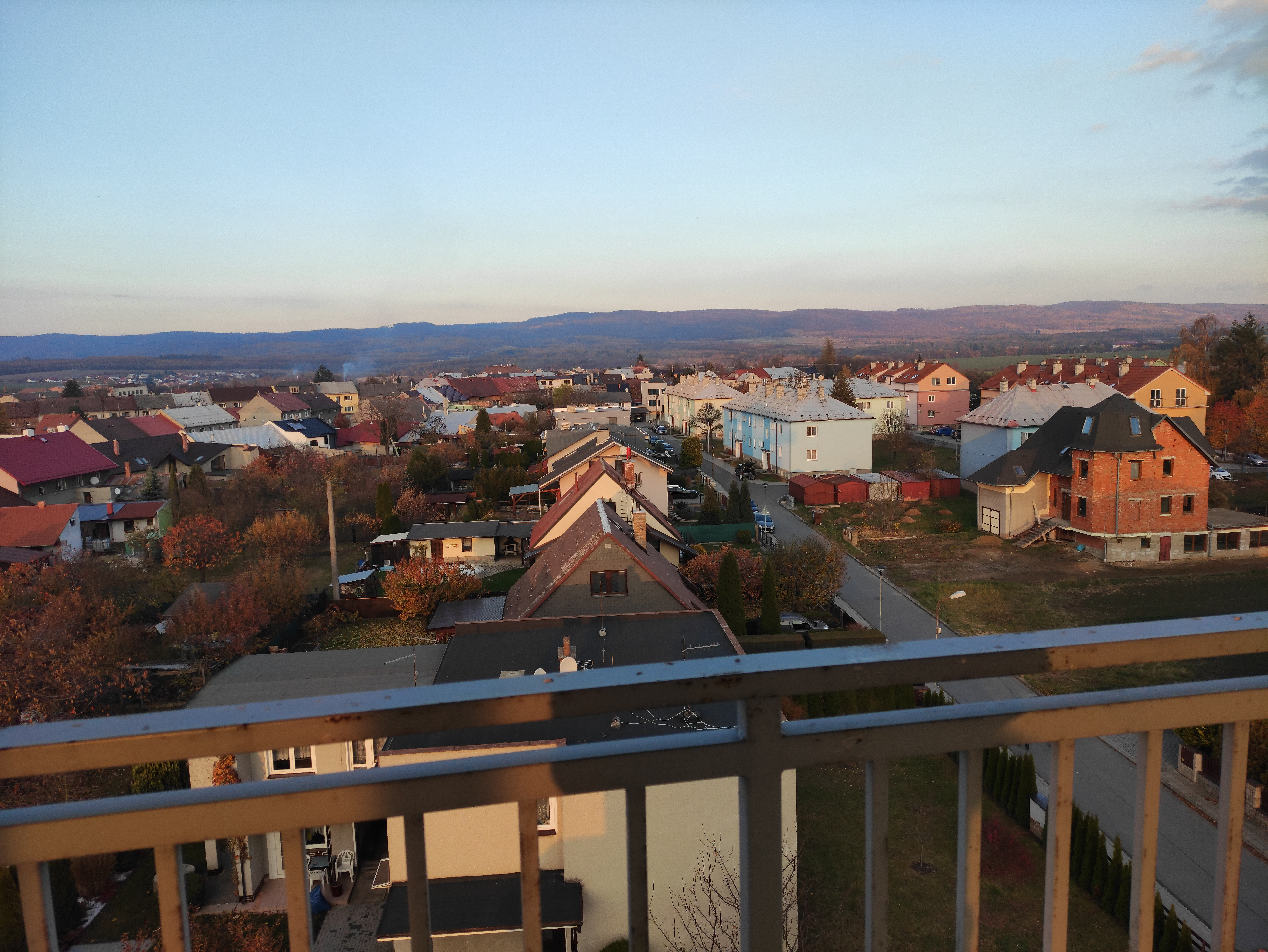
Vyhlídka z rozhledny
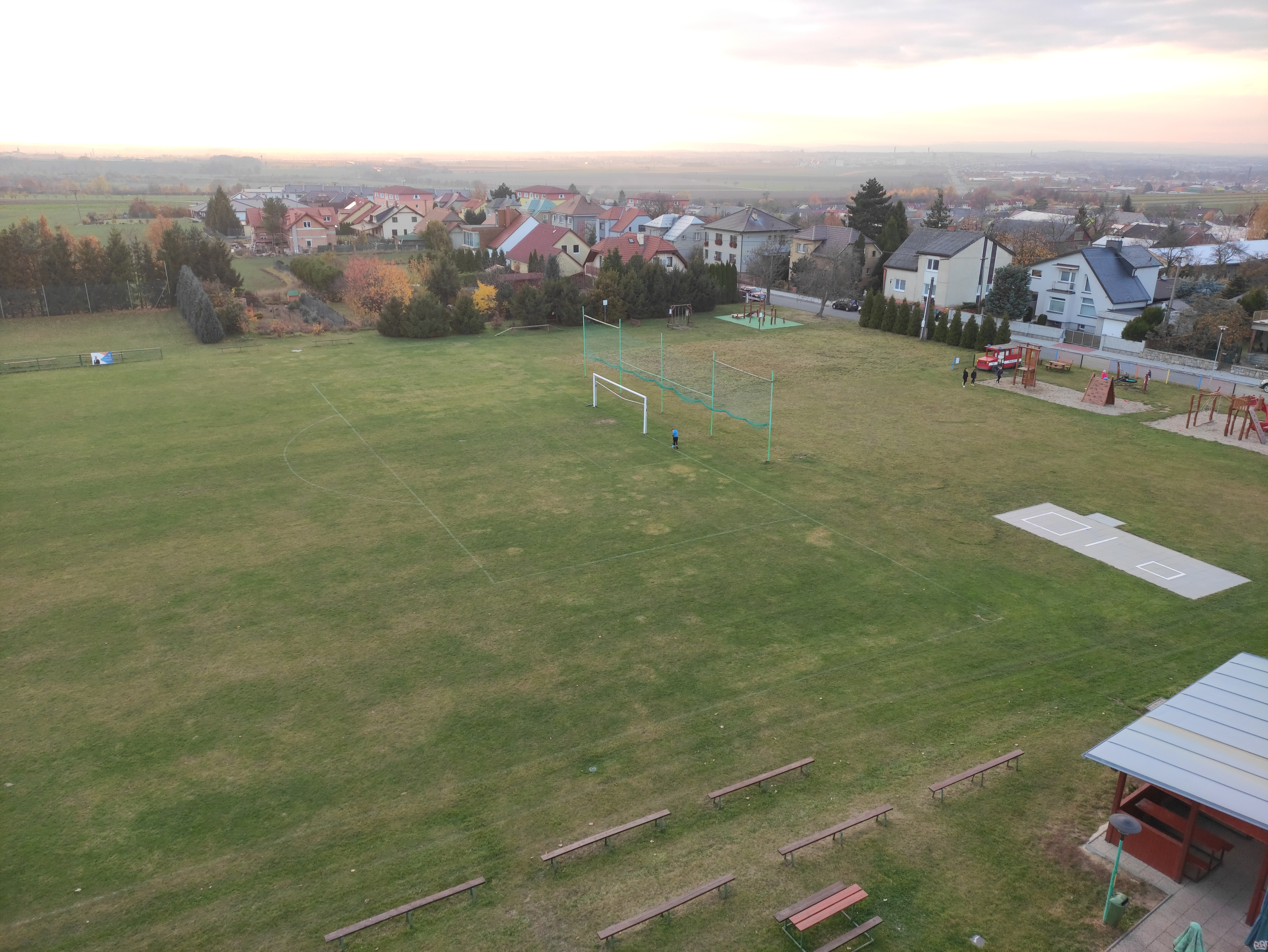
Vyhlídka z rozhledny
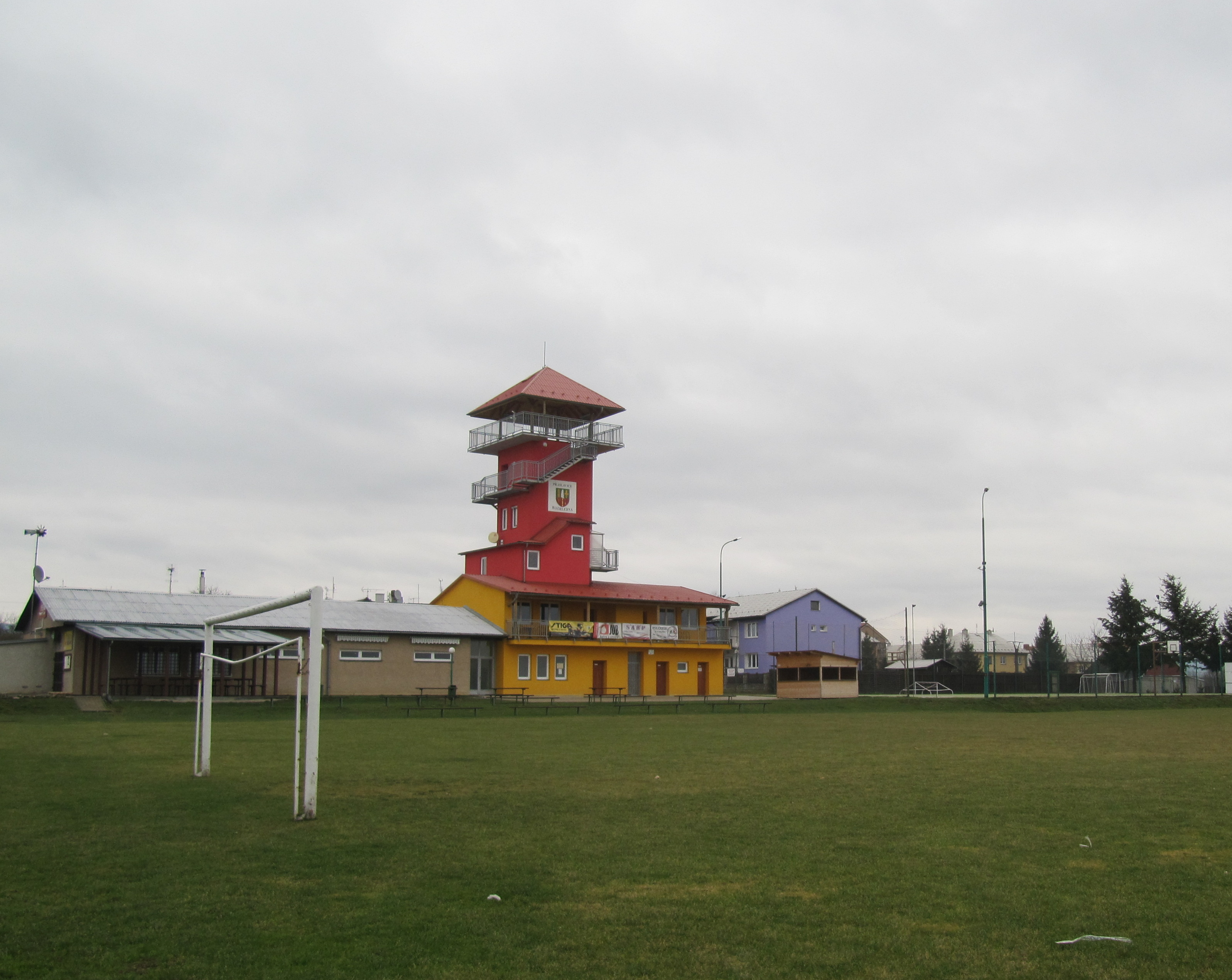
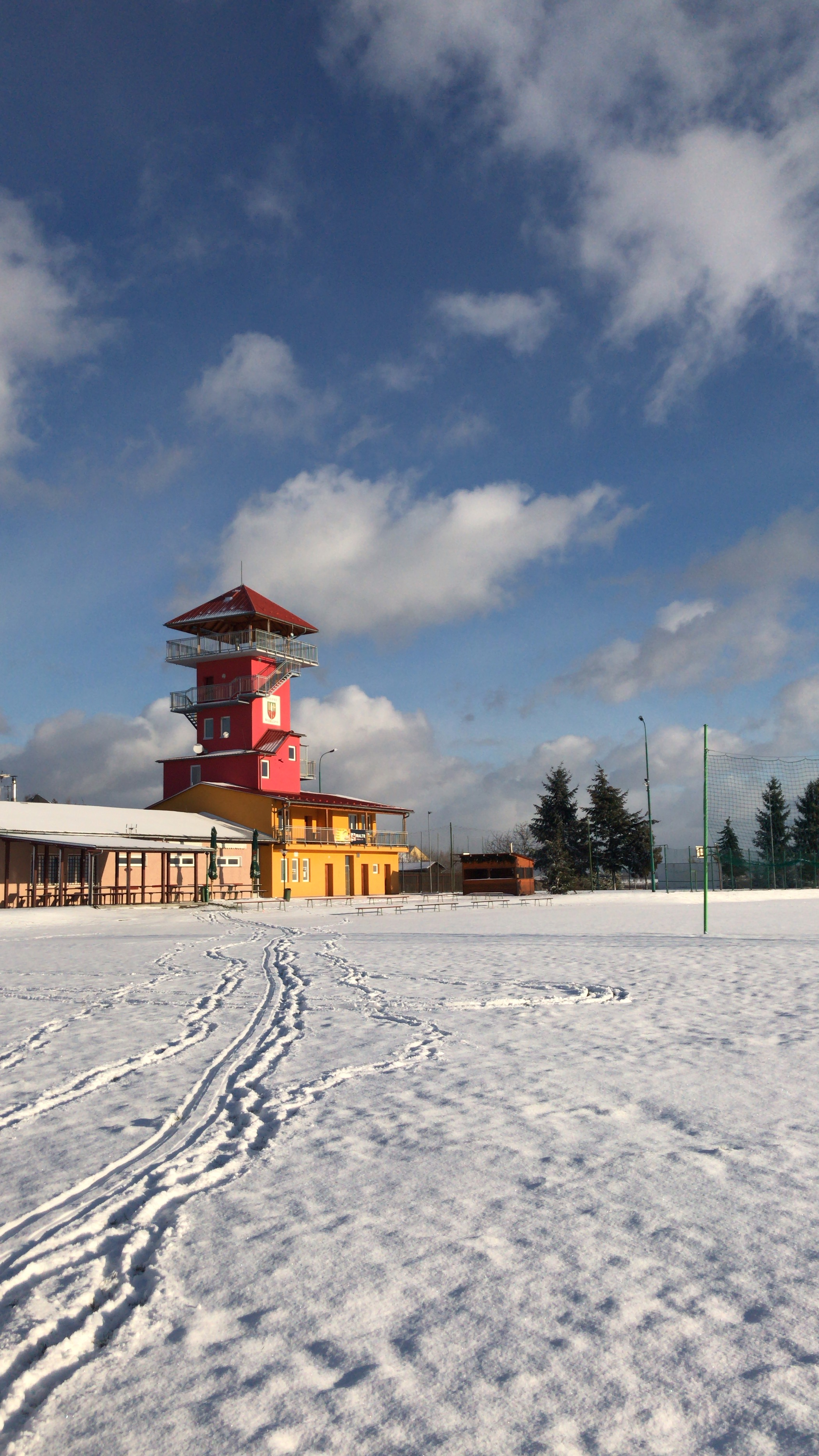